# 格言
格言又稱箴言，可以作为人们行为规范的言简意赅的语句，因其不僅凝聚古聖先賢的人生智慧，同時具備簡練生動的表達方式。从句法结构角度说，格言是相对完整、相对独立的句子，可以独立用来表达思想。

## 特征
言简，促人有美德。如：“满招损，谦受益。”。《宋史·吴玠传》：“玠善读史，凡往事可师者，录置座右，积久，墙牖皆格言也。”格言与谚语的区别：
1. 谚语是人民群众在长期生产、生活实践中集体创造的，无法找出作者；格言是名人或具有较高文化素养的人说的话，作者确定，可以查到出处。
2. 谚语的内容，大多是具体生产、生活经验的总结；格言则侧重树立人们正确的世界观、人生观，陶冶高尚的道德情操。所有格言的内容都应该是积极向上的，如果是消极的，如“好死不如赖活着”，一般不称为格言，而称为俗語。

## 外部連結
- 对希波克拉底格言的评论 （页面存档备份，存于）
- 生命格言精选造物主的经典话语制作成各类精美格言卡片 （页面存档备份，存于）

## 延伸阅读
[在维基数据编辑]
 《欽定古今圖書集成·理學彙編·文學典·格言部》，出自陈梦雷《古今圖書集成》